# 삼각의 함정
삼각의 함정은 이만희 감독의 1974년작 영화이다.

## 줄거리
패션 디자이너 지숙은 과거 자신을 추행하고, 재벌인 남편을 살해한 뒤 복역중인 상국을 늘 두려워하며 살아간다. 어느날 우연히 건달 춘호에게 추행당하려는 순간 자신을 구해준 영일과 가까워져 출옥후 그녀를 협박하는 상국을 살해하는데...

## 출연
- 유장현
- 문숙
- 백일섭

## 제작
- 감독 이만희
- 각본 윤삼육
- 촬영 김덕진